# Vejstrup Sogn (Svendborg Kommune)

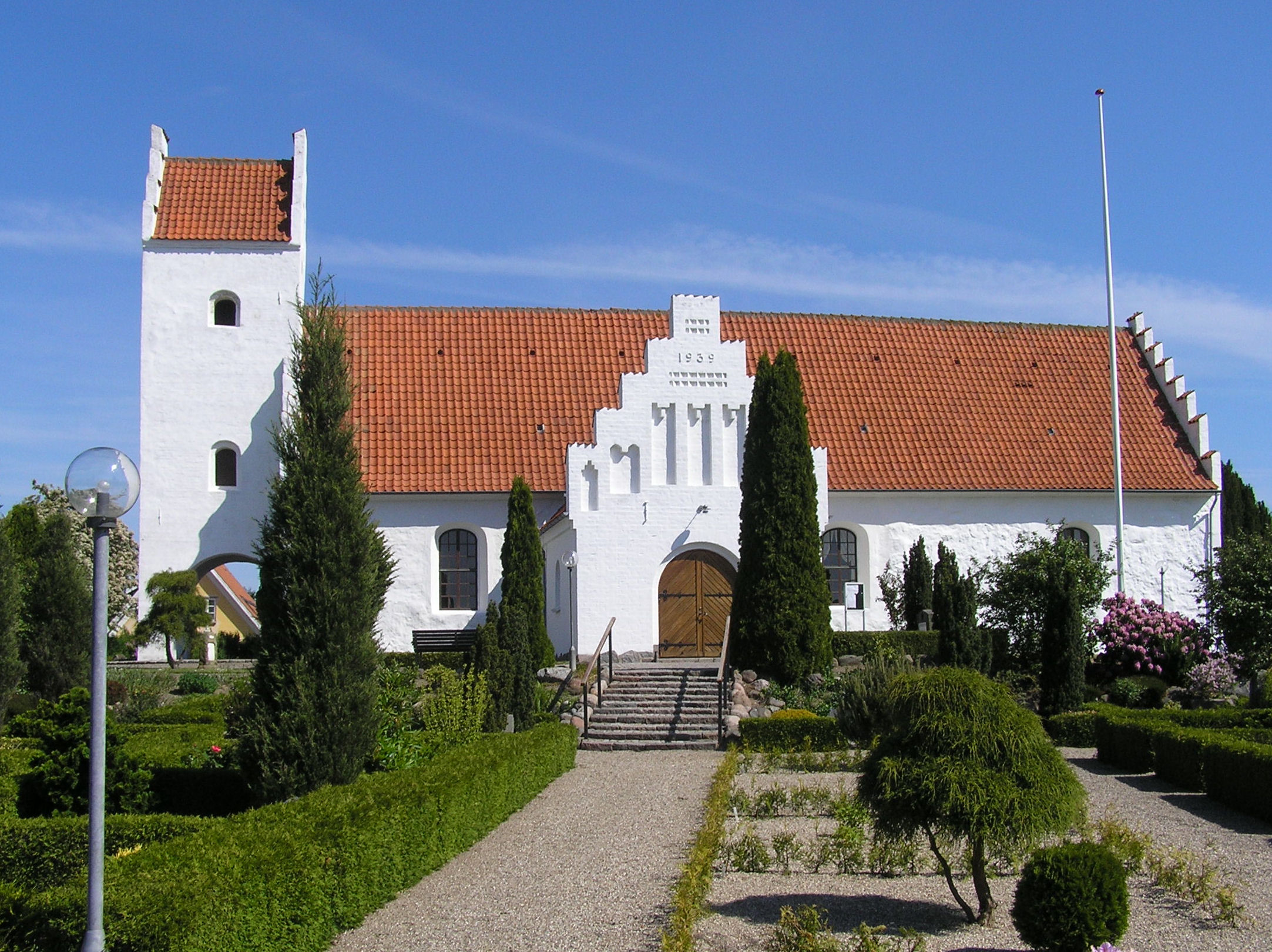
Vejstrup Kirke

Vejstrup Sogn ist eine Kirchspielsgemeinde (dän.: Sogn)
auf der Insel Fyn (dt.: Fünen) im südlichen Dänemark.
Bis 1970 gehörte sie zur Harde Gudme Herred im damaligen Svendborg Amt, danach zur Gudme Kommune im
Fyns Amt, die im Zuge der  Kommunalreform zum 1. Januar 2007 in der
Svendborg Kommune in der Region Syddanmark aufgegangen ist.
Im Kirchspiel leben 584 Einwohner, davon 406 im Kirchdorf (Stand: 1. Januar 2023).
Im Kirchspiel liegt die Kirche „Vejstrup Kirke“.
Nachbargemeinden sind im Norden Oure Sogn, im Nordwesten Brudager Sogn und im Südwesten Skårup Sogn.